# Parenthèse utile
Pour les articles homonymes, voir Parenthèse (homonymie).
 (janvier 2021).
Si vous disposez d'ouvrages ou d'articles de référence ou si vous connaissez des sites web de qualité traitant du thème abordé ici, merci de compléter l'article en donnant les références utiles à sa vérifiabilité et en les liant à la section « Notes et références ».
Une parenthèse utile est une interruption temporaire du parcours de formation avec l’objectif de reprendre les études par la suite. Elle a lieu le plus souvent entre l’obtention du baccalauréat au lycée et l’entrée en université ou un autre établissement d’enseignement supérieur. Une telle interruption des études est très courante au Royaume-Uni (gap year) et dans les pays scandinaves, surtout au Danemark (sabbatår), mais peu répandue dans les pays francophones, où souvent elle est appelée de manière imprécise année sabbatique.

## Catégories de parenthèses utiles
Une étude commandée par le ministère de l’éducation britannique dresse une liste de 11 catégories selon le moment dans le parcours de formation où la parenthèse utile intervient.
Adaptées au cursus d'enseignement supérieur européen L.M.D, on peut distinguer les parenthèses utiles les plus importantes :
1. Entre le baccalauréat et l’entrée dans un établissement d’enseignement supérieur (universités, écoles supérieures, etc.). C’est la forme la plus classique de la parenthèse utile.
2. Interruption d’une étape de formation dans un établissement d’enseignement supérieur à la fin de l’année (licence, master, doctorat), par exemple entre la première et deuxième année d’une licence
3. Interruption de la formation dans un établissement d’enseignement supérieur en cours d’année pour raisons diverses (erreur d’orientation, problèmes personnels, etc.), souvent combinée avec un changement d’orientation par la suite
4. Entre deux étapes du cursus L.M.D. (entre licence et master, entre master 1 et master 2, entre master et doctorat)
5. Après l’obtention d’un diplôme d’enseignement supérieur et avant l’entrée dans la vie active

Contrairement à ce que le terme anglais  gap year  suggère, une parenthèse utile ne dure pas nécessairement une année scolaire entière.

## Activités pendant une parenthèse utile
Une parenthèse utile peut se dérouler dans le pays d’origine de la personne qui l’effectue, mais souvent elle se déroule partiellement ou exclusivement à l’étranger.
Parmi les activités entreprises souvent durant une parenthèse utile figurent :
- Travail rémunéré (Dans le cadre d’une parenthèse utile durant un an, la personne concernée va souvent gagner de l’argent pour financer d’autres activités par la suite.)
- Stages
- Formations métier
- Cours de langue
- Bénévolat ou volontariat
- Voyages organisés
- Voyages indépendants, type voyage sac à dos, backpacking
- Activités de loisirs

Certaines personnes effectuant une parenthèse utile peuvent s’organiser en autonomie, tandis que d’autres s’appuient sur des prestataires (écoles de langues, organisations de volontariat, instituts de formation, etc.) pour structurer leur pause.

## Avantages et inconvénients
Puisqu’il n’existe pas une seule manière de faire une parenthèse utile, il est impossible de généraliser les avantages et inconvénients. Selon les individus et leurs activités pendant la parenthèse utile, différents effets ont pu être observés.

### Avantages
- Formation et confirmation de projets professionnels
- Meilleurs résultats universitaires, grâce à
  - Une autodiscipline accrue
  - Une plus grande motivation pour atteindre des objectifs universitaires (en lien avec des projets professionnels plus affirmés)
  - La maturité gagnée pendant la parenthèse utile
- Chances d’embauches améliorées (surtout pour les diplômés universitaires) au moins sur le marché britannique[1] surtout grâce à une exposition à « la vraie vie » en dehors d’un cadre scolaire
  - Amélioration des compétences interpersonnelles et comportementales
  - Meilleures compétences linguistiques
- Amélioration  des compétences interpersonnelles et comportementales (soft skills, life skills)
  - Indépendance
  - Confiance en soi
  - Autodiscipline
  - Capacité à prendre des décisions
  - Travail en équipe
  - Capacité d’adaptation
  - Communication interpersonnelle
  - Gestion d’argent
  - Capacité à diriger
- Amélioration de compétences linguistiques (dans le cadre d’une parenthèse utile à l’étranger)

### Inconvénients
- Risque que le jeune se retrouve dans une parodie de volontariat mis en place par une agence de tourisme alternatif (parenthèse utile de type volontariat).
- Coût en temps et en argent pour réaliser la parenthèse utile
- Démotivation pour les études observée chez certains jeunes et difficultés de reprendre les études
- Rupture avec une culture française qui favorise des parcours scolaires linéaires sans interruption

Dans ce contexte, il est à noter que beaucoup d’écoles de commerce et d’autres écoles supérieures intègrent aujourd’hui des années de césure optionnelles ou obligatoires dans leur cursus.
- Une parenthèse utile mal préparée peut se transformer en temps perdu.

## Distinction avec d’autres termes de la langue française
Puisque le concept de la parenthèse utile est méconnu en Europe francophone, elle est souvent confondue avec d’autres termes :

### Année sabbatique
Une année sabbatique est une période prolongée dans la carrière d'un salarié durant laquelle il ne travaille pas de son plein gré, soit parce que son contrat de travail est suspendu à sa demande, soit parce qu’il choisit de ne pas immédiatement chercher un nouvel emploi après avoir quitté un emploi précédent. Il s’agit donc d’un terme issu du monde de travail, ce qui l’oppose à la parenthèse utile qui se déroule durant le parcours scolaire et universitaire.

### Année de césure
Mise en place en France surtout par les écoles de commerce et d’ingénieurs, une année de césure est un élément prévu dans le cursus de ces écoles qui permet d’interrompre ses études pendant un an pour effectuer un stage en entreprise, partir à l’étranger ou mener à bien un projet plus personnel. Ce terme désigne donc un type particulier de la parenthèse utile qui a la particularité d’être officiellement soutenue par un établissement d’enseignement supérieur. Dans certaines écoles, cette année de césure est même obligatoire. Depuis juillet 2015, une circulaire ministérielle permet aux étudiants à l'Université de demander une césure en conservant leur statut étudiant et de s'inscrire un an à l'avance dans leur formation supérieure.
D'après les résultats de l'enquête Génération du Céreq, 15 % des jeunes sortis de l'enseignement supérieur en 2017 avaient au préalable suspendu temporairement leurs études, dont 6 % dans le cadre formel d'une césure. Toujours selon l'étude du Céreq, la moitié des césures s’effectue à l’étranger contre seulement 10 % des autres interruptions. Ce dispositif est plus souvent utilisé pour l'apprentissage des langues ou le bénévolat. Cette formule concerne avant tout les étudiants diplômés de bac+5, ceux issus de spécialités littéraires et tertiaires - notamment les écoles de commerce et ceux issus de milieux favorisés.